# Markland

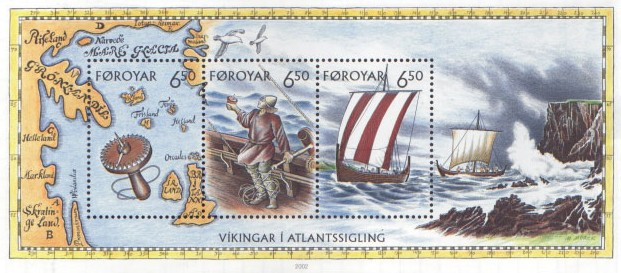
Färöer-Briefmarke mit den Wikingerfahrten in den Nordatlantik – auf der Skálholt-Karte basierend

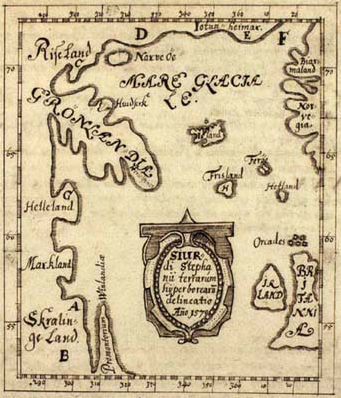
Die Skálholt-Karte von 1590 mit latinisierten nordischen Ortsnamen in Nordamerika:
● Land der Risi (ein mythischer Ort)
● Grönland
● Helluland (Baffininsel)
● Markland (die Labrador-Halbinsel)
● Land der Skræling (Ort unbestimmt)
● Landzunge von Vinland (die große nördliche Halbinsel)

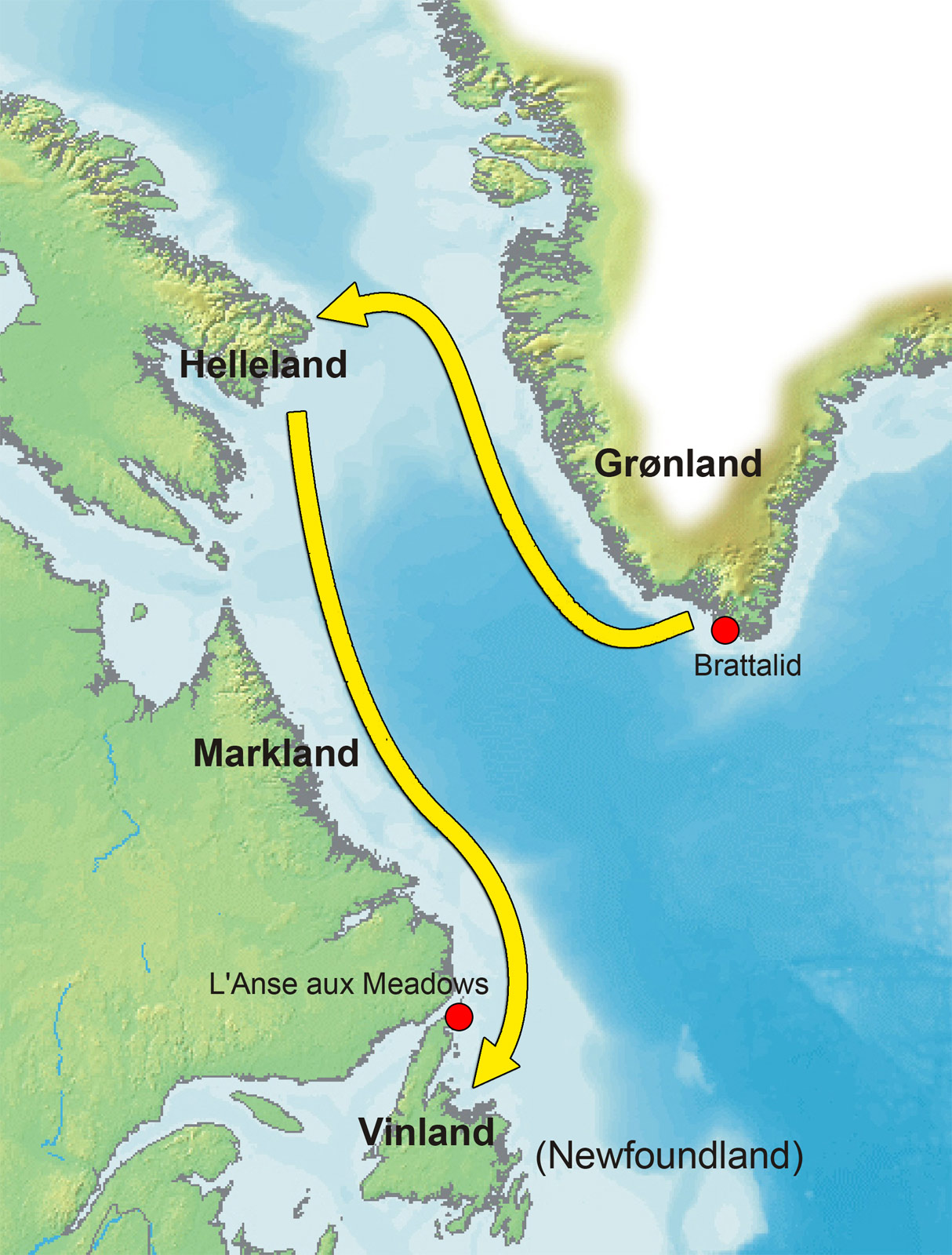
Hypothetische Lage von Vinland, Markland und Helluland

Markland ist ein Gebiet an der Nordostküste Nordamerikas, das um das Jahr 1000 von dem Wikinger Leif Eriksson und seinen Mannen entdeckt wurde. Es war ein flaches, bewaldetes Land und die Wikinger tauften es Markland, was so viel wie „Waldland“ bedeutet.
Über die Fahrt der Gruppe um Thorfinn Karlsefni, kommend von Helluland, heißt es in der Eiríks saga rauða:

„Danach segelten sie mit nördlichen Winden zwei Halbtage, und dann tauchte Land vor ihnen auf, und auf diesem ein großer Wald und viele wilde Tiere. Eine Insel lag im Südosten abwärts von diesem Land. Auf dieser Insel fanden sie Bären, und so nannten sie die Insel Bjarney. Das Hauptland aber, auf dem sich der Wald befand, bezeichneten sie mit Markland. Dann, nachdem zwei Halbtage vergangen waren, sahen sie Land und segelten unter es. Dort befand sich ein Kap, auf das sie sich zubewegten. Sie kreuzten entlang des Landes und ließen es an der Steuerbordseite zurück.“

Es ist nicht sicher bekannt, welchem Gebiet dieses Markland entspricht, es dürfte sich aber um die Küste Labradors handeln. Die Insel im Südosten von Markland entspricht der Belle-Insel, da Neufundland viel zu groß ist, um es im Vorbeisegeln als Insel zu erkennen. Selbst die Belle-Insel ist mit ihren 52 km² keine kleine Insel, aber aus der Nähe und aufgrund der alleinigen Lage im Meer klar als Insel zu erkennen.

## Marckalada
In der zwischen 1339 und 1345 verfassten Chronica universalis des Dominikaners Galvano Fiamma aus Mailand, Italien, wird ein Land namens Marckalada erwähnt. Nach Fiamma liege dieses Land westlich von Island und Grönland. Offenbar hatte er über Seefahrer im Hafen Genuas von den nordischen Erzählungen über Markland erfahren. Marckalada stellt daher vermutlich eine italienisierte Form von „Markland“ dar.